# Coelotes processus
Coelotes processus là một loài nhện trong họ Amaurobiidae.
Loài này thuộc chi Coelotes. Coelotes processus được Yajun Xu & S. Q. Li miêu tả năm 2007.